# Fenyvesi Emil
Fenyvesi Emil, Teitelbaum (Ternye, 1859. május 31. – Budapest, 1924. március 20.) színész.

## Életpályája
Teitelbaum Sámuel és Schwarcz Mária fia. Nem szerzett művészi oklevelet, de annál nagyobb érdemeket szerzett abban, hogy a színészetet felsőbbrendű művészetként becsüljék és tiszteljék. A kassai diák volt, 1876. március havában Gerőfy Andornál, majd Lászy Vilmosnál kóristáskodott, 1878-ban Sopronban, játszott. Az 1880-as évek elején már mint jeles színész tüntette ki magát, 1884-ben Miskolcon és Győrött lépett fel, és 1886. június 6-án a budapesti Nemzeti Színházban vendégszerepelt. Az Utolsó szerelemben, Dóczy Lajos vígjátékában mutatkozott be. Akkoriban szokás volt, hogy a Nemzeti Színház a nyári szünet előtt vidéki színészeket léptetett fel, hogy válogasson belőlük együttese számára. Fenyvesi Emilt visszaengedték és nyolc évig tovább bolyongott Kolozsvárt, Nagyváradon, 1892-ben, Debrecenben, majd Aradon. Innen hívták meg újabb vendégfellépésekre és 1894. június 5-én, mint Tarján Gida a Dolovai nábob leányában, június 7-én, mint a Váljunk el hőse, Des Prunelles, játszott. Mende-mondák szerint Aradon azért imádkoztak, hogy bár ne tessék Budapesten, mert akkor megmarad Aradnak. De nem maradt meg, sőt a Nemzeti Színház is, ahol még alig tudott gyökeret verni, hamarosan elvesztette és a Vígszínház megnyitó előadásában, 1896. május 1-én, a Barangokban, Jókai Mór vígjátékában, már ott szerepelt mint Barangh Géza. A meglehetősen szerencsétlen megnyitó előadást követő harmadik napon, május 4-én, az Államtitkár úrnak, Bisson francia vígjátékának bemutatója korszakot jelentett az egész budapesti színészet életében és Fenyvesi egy csapásra a magister elegantiarum lett. Csodásan tudta egyesíteni a férfias eleganciát, a színtiszta művészettel. De le tudott nyűgözni akkor is, amikor a Trilby Svengálijának kócos hajával, rendetlen szakállával jelent meg és egy egészen új típus ábrázolásával szinte feledtette, hogy ő volt az ideális divathős. Csakhamar utána pedig Ocskay brigadéros címszerepében a lelkesedés fergetegét keltette azzal, hogy egy magyar hős, hazájáért lángoló, de tragikusan megbotló ideális figuráját vitte színpadra. Ez a három alakítás összeforrt Fenyvesi nevével.
Senki egységesebben nem dolgozta ki szerepét, mint Fenyvesi Emil és megdöbbentően egységes volt akkor is, amikor Lindau virtuóz módon megcsinált drámájában, az Egy test, két lélekben ügyészt és gonosztevőt játszott. Közel harminc évig működött a Vígszínháznál. Férfias, imponáló, erőteljes volt utolsó megjelenésében is, amikor Szomory Dezső Szabóky Zsigmond Ráfáeljét kreálta 1924. január 12-én és ezzel egyikét oldotta meg a legszebb, de egyúttal legfáradalmasabb művészi feladatoknak. Színpadi alakításain kívül megőrzik emlékét filmszerepei is. Egyike volt a legelső magyar színésznek, akik a film számára is játszottak. A néma művészet, amely éppen némaságával vált nemzetközivé, elvitte filmhírét külföldre is. Különösen feltűnt egy német filmben, amelyben Ferenc József királyt játszotta megtévesztésig hű maszkban.
Amint művészetében is csak izmosodott, de meg nem változott, úgy maradt meg társadalmi érintkezése is változatlanul, csak tisztelőinek köre bővült. Színészkollégái számára mindenkor szolgálatkész volt és lelkiismeretesen működött az Országos Színészegyesület tanácsában is. Már kezdő korában is végtelenül szolid, komoly természetű volt, aki azonban sohasem rontott mulatságot. Magával szemben szigort tanúsított, de örült a mások jókedvének. Büszke volt családi házára, amelyet nemes olasz stílusban építtette. E ház egyik ablaknyílása adta a mintát Róna József szobrásznak, aki a farkasvölgyi temetőben domborodó sírhant fölött emelkedő emlékét tervezte. Medaillonban látható ott Fenyvesi Emil képe. Felesége Baumgartner Margit volt.

## Főbb szerepei
- Herczeg Ferenc: A dolovai nábob leánya....Tarján Gida
- Sardou–Najac: Váljunk el!....Des Prunelles
- Bródy Sándor: A tanítónő....ifj. Nagy István
- Potter: Trilby....Svengali
- Csehov: Három nővér....Csebutikin
- Shaw: Az ördög cimborája....Anderson
- Wilde: Salome....Herodes
- Bernstein: Izrael....Justin

## Filmjei
- Víg özvegy (1912)
- A páter és a Péter (1912)
- A marhakereskedő (1913)
- A csikós (1913)
- Lyon Lea (1915)
- Küzdelem a múlttal (1917)
- Fekete gyémántok (1917)
- Fabricius úr leánya (1917)
- Az elátkozott család (1917)
- A Hyeroglyphák titka (1917)
- A gyanú (1917)
- Anna Karenina (1918)
- Féltestvérek (1918)
- A táncosnő (1918)
- Twist Olivér (1919)
- Júlia kisasszony (1919)
- Fehér rózsa (1919)
- Sapphó (1920)
- Masamód (1920)
- Júdás fiai (1920)
- Tavaszi szerelem (1921)
- Péntek este (1921)
- Az egyhuszasos lány (1923)